# Assemblée législative de la Saskatchewan
Pour les autres articles nationaux ou selon les autres juridictions, voir Assemblée législative.
30e législature de la Saskatchewan
Édifice de l'Assemblée législative
L'Assemblée législative de la Saskatchewan (en anglais : Legislative Assembly of Saskatchewan) est l'unique chambre de la législature monocamérale de la province canadienne de la Saskatchewan qu'elle forme avec le lieutenant-gouverneur, représentant du souverain dans la province. Elle siège à Regina dans l'édifice de l'Assemblée législative.
Deux formations politiques y sont représentées : le Parti saskatchewanais, qui forme le gouvernement avec une majorité parlementaire et le Nouveau Parti démocratique de la Saskatchewan, qui forme l'opposition officielle.

## Composition actuelle
Voici la composition partisane actuelle de l'Assemblée législative :
| Parti politique          | Parti politique                  | Députés |
| ------------------------ | -------------------------------- | ------- |
|                          | Parti saskatchewanais (SP)       | 34      |
|                          | Nouveau Parti démocratique (NPD) | 27      |
| Total                    | Total                            | 61      |
| Majorité gouvernementale | Majorité gouvernementale         | 32      |